# Calascibetta
Calascibetta est une commune de la province d'Enna en Sicile en Italie.

## Administration
| Période                                  | Période  | Identité          | Étiquette | Qualité |
| ---------------------------------------- | -------- | ----------------- | --------- | ------- |
| 27 mai 2003                              | En cours | Giuseppe Lo Vetri |           |         |
| Les données manquantes sont à compléter. |          |                   |           |         |

### Hameaux
Cacchiamo

### Communes limitrophes
Bompietro, Enna, Gangi, Leonforte, Nicosia, Villarosa

### Jumelages
- Chapelle-lez-Herlaimont (Belgique)